# Carmel Busuttil
Carmel Busuttil (Ir-Rabat, 29 februari 1964) was een van Malta's meest ervaren voetballers.

## Clubcarrière
Hij begon zijn carrière bij Rabat Ajax en won met dit team twee landstitels. Vervolgens verhuisde hij naar KRC Genk in België. Bij Genk werd "Busi" een publiekslieveling. In een periode waarin het de club niet voor de wind ging, was Busuttil een van de weinige lichtpuntjes.
Hij werd clubtopschutter in drie van de zes seizoenen die hij in Genk doorbracht. Zijn laatste seizoen eindigde echter in mineur, toen de club in 1994 de degradatie naar Tweede Klasse niet kon vermijden.
Busuttil keerde terug naar Malta na afloop van het seizoen, maar bleef een icoon en lieveling van het publiek. Zo hingen er de eerste maanden van het volgende seizoen nog spandoeken die de terugkeer van de kleine tovenaar eisten. Na zijn vertrek in Genk speelde Busuttil nog voor Sliema Wanderers.

## Interlandcarrière
Busuttil werd 113 maal geselecteerd voor de Maltese nationale ploeg en scoorde 23 keer voor zijn vaderland. Hij maakte zijn debuut op 5 juni 1982 in de EK-kwalificatiewedstrijd tegen IJsland (2-1) in Messina.

## Trainerscarrière
Na zijn carrière werd hij coach van een aantal gerespecteerde privéscholen, waaronder St. Michael's Foundation for Education. Vervolgens startte hij zijn eigen jeugdacademie, "The Buzu Football School". In november 2003 werd hij verkozen tot de beste Maltese voetballer van de laatste vijftig jaar. Na de Maltese Club Pietà Hotspurs FC te hebben getraind werd hij in de zomer van 2009 aangesteld als assistent van zijn oud-ploeggenoot John Buttigieg, die bondscoach werd van Malta.

## Trivia
- Carmel Busuttil maakte op 16 februari 1994 de winnende goal tijdens de vriendschappelijk interland tussen Malta en de Rode Duivels (1-0). Na afloop keerde hij met hetzelfde vliegtuig als de Belgen terug naar België.